# Sinfonia n.º 6 (Tchaikovski)
A Sinfonia n.° 6 de Tchaikovski, Op. 74, também conhecida como Pathétique ou A Patética, foi composta por Piotr Ilitch Tchaikovski entre fevereiro e agosto de 1893, tendo sido a última sua obra publicada com o compositor ainda em vida. A Sexta Sinfonia foi também a última obra que o compositor dirigiu, precisamente a estreia da mesma em São Petersburgo no dia 28 de outubro de 1893, poucos dias antes da sua morte. A sinfonia é dedicada ao seu sobrinho Vladimir Davidov.

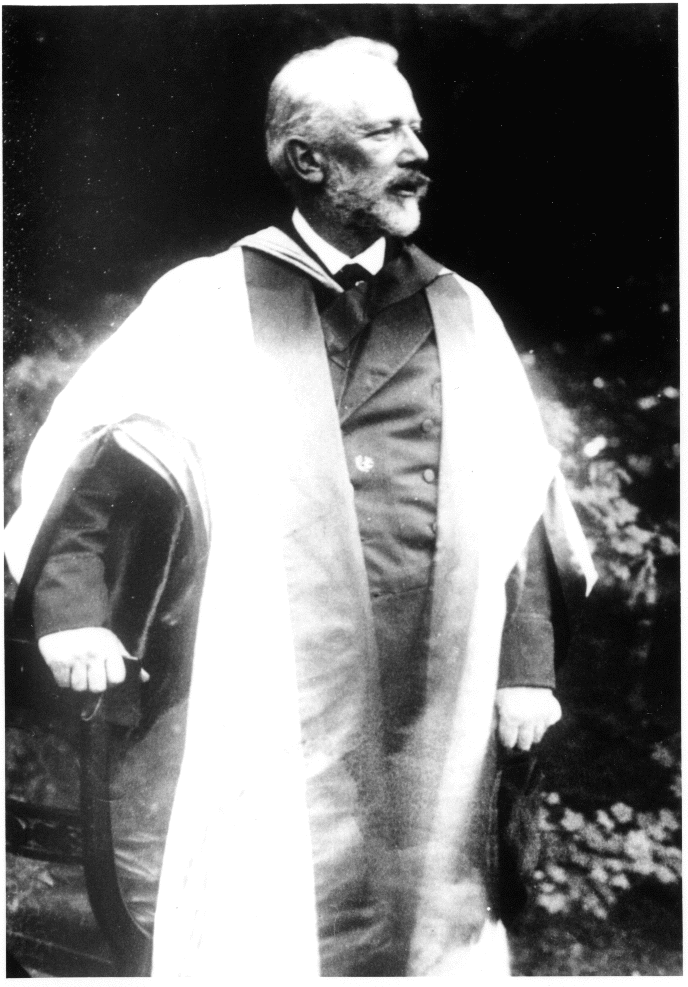
Tchaikovski, em 1º de junho de 1893, pouco antes de estrear sua sexta e última sinfonia, recebeu título de doutor honoris causa da Universidade de Cambridge.

As circunstâncias que a envolvem e a própria característica da composição ― sombria quase sempre com explosões de fúria e de grande lirismo ― só poderiam levar a imaginação humana a atribuir-lhe o significado quase autobiográfico. Os poucos fatos que se conhecem e que nos podem ajudar na procura de uma verdade mais fatual, ainda que porventura menos romântica, são relativamente escassos. Sabe-se que o próprio compositor a nomeou de “Pathétique” (apesar de ter sido aparentemente sobre proposta do irmão Modest). A palavra portuguesa “Patética” no seu uso atual não traduz a intenção do compositor que nos queria dar com esta indicação a noção de que esta era uma obra para ser ouvida “com o coração”, uma obra que pretendia desencadear emoções fortes.
A segunda pista que temos quanto ao “programa” de Tchaikovski relativo esta peça pode ser encontrada numa carta que enviou ao seu sobrinho Dadidov: “Sabes que destruí uma sinfonia que compunha neste Outono. Durante minha viagem tive uma ideia para uma outra sinfonia, desta vez com um programa, mas uma programa que vai ser enigma pra todos – Deixem-os adivinhar; a sinfonia terá o nome ‘Sinfonia com Programa’... O Programa em si mesmo estará cheio de subjetividade e chorei bastantes vezes na minha viagem enquanto a compunha mentalmente. [...]”
Como se vê nesta carta, Tchaikovski chegou a pensar num outro nome para a sinfonia, mas resolveu aceitar a sugestão do irmão, dado que este outro nome apenas iria chamar a atenção para o programa subjacente que não pretendia revelar, pelo menos não no imediato. Embora em quatro movimentos, esta sinfonia tem como distintivo o ultimo movimento lento.

## Título
O título da sinfonia em língua russa, Патетическая (Pateticheskaya), significa "apaixonado" ou "emocional", mas é uma palavra que reflete um toque de sofrimento. Tchaikovski considerou chamar a sinfonia de Программная (Programmanaya ou "Uma Sinfonia Programática"), mas concluiu que isso encorajaria a curiosidade sobre o programa, que ele não queria revelar. Seu irmão Modest afirma ter sugerido o título Патетическая, que foi usado nas primeiras edições da sinfonia; os relatos sobre se Tchaikovski gostou ou não do título são conflitantes, mas, em qualquer caso, seu editor optou por mantê-lo e o título permaneceu. Segundo seu próprio irmão:
Na manhã seguinte ao concerto [estréia absoluta em São Petersburgo, 28 de outubro de 1893, regida pelo próprio compositor], encontrei meu irmão sentado a mesa do café matinal, tendo perante si a partitura da Sinfonia. Concordara em remetê-la a seu editor Jurgenson, em Moscou, naquele mesmo dia, mas ainda não encontrara um título. Não queria designá-la apenas com um número e havia abandonado a primitiva intenção de intitulá-la "Sinfonia Programática".
- "Por que "programática", dizia ele, se não pretendo explicar significado algum?" Alvitrei "Sinfonia Trágica", qual um título aproximativo. Porém, este também não o agradou. Deixei o salão, enquanto Piotr Ilystch conservava-se indeciso. De repente, no meio da escada, ocorreu-me a palavra "Pathétique", e retornei para Ih'a sugerir. Lembro-me, como se fora ontem, do entusiasmo de que meu irmão ficou possuído:
- "Bravos, Modeste, esplêndido! Pathétique!"
Imediatamente em minha presença inscreveu na partitura o título pelo qual a Sinfonia ficou sendo conhecida.
A tradução francesa Pathétique é geralmente usada em francês, português, espanhol, inglês, alemão e outras línguas. Durante o século XX, muitos músicos passaram a chamá-la de "A Patética" em sua língua nativa, inclusive para diferenciá-la da sonata para piano n.º 8 de Beethoven de 1798, também chamada de Patética.

## Composição
Em carta de 22 de fevereiro de 1893 para o sobrinho e confidente Vladimir Davidov, a quem dedicará sua sexta e última sinfonia, Tchaikovski escreve:
"Justamente quando iniciava minha viagem (visita a Paris, em dezembro de 1892) surgiu-me a ideia para outra sinfonia, desta vez uma sinfonia programática, porém dotada de um programa (isto é: argumento) que permanecerá ignoto a todos; quem puder adivinhar que o faça! - ao passo que a sinfonia terá o nome de "Uma Sinfonia Programática". Esse programa é absolutamente integrado por sentimentos subjetivos. Quando a compus em minha imaginação e nas peregrinações, muitas vezes derramei amargas lágrimas. Agora, tendo retornado à casa, dispus-me a compor esboços, e a obra desenvolveu-se com tanto ardor e celeridade que em menos de quatro dias o primeiro movimento ficou terminado e no pensamento eu tinha um nítido esboço das outras partes..."
Em nova missiva a Davidov, em 15 de agosto do mesmo ano:
"Sinfonia ... está progredindo. Estou satisfeitíssimo com o que já compus, embora insatisfeito, ou, melhor dizendo, completamente satisfeito com sua orquestração. Não sei como, ela está assumindo uma feição que não é exatamente a que imaginei. Não me surpreenderia em absoluto se minha sinfonia viesse a receber opiniões desfavoráveis ou de pouco apreço - estou acostumado com isso. Mas digo-te com sinceridade: esta é a melhor e acima de tudo a mais sincera de todas as minhas obras. Amo-a como jamais amei qualquer outro de meus trabalhos musicais."

## Movimentos e música
1. Adagio – Allegro non troppo
2. Allegro con grazia
3. Allegro molto vivace
4. Finale — Adagio lamentoso

O primeiro movimento (Adagio–Allegro non troppo) em Si Menor é uma verdadeira montanha russa de emoções, cheia de tensão de passagens sombrias lentas, outras igualmente sombrias mas rápidas que formam um conjunto notável com duas belíssimas melodias, sobretudo o segundo tema do desenvolvimento.
O segundo movimento (Allegro com grazia) em Ré Maior é uma extraordinária melodia que contrasta com o 
primeiro andamento e que serve de contraponto à tensão exercida. É um movimento relativamente alegre no tom, mas que nunca deixa a sensação do destino que se pode abater a qualquer instante. Acalma mas não o suficiente para nos traquilizar completamente.
O terceiro movimento (Allegro molto vivace) em Sol Maior é uma espécie de marcha, sem no entanto ser verdadeiramente triunfante, tal como o segundo andamento poderia ser uma alegre valsa sem nunca realmente o ser, nem pelo tempo que não é exatamente o de uma valsa nem pelo espírito. Numa interpretação pessoal, diria que Tchaikovski, nestes dois movimentos, procura transmitir-nos metaforicamente a instabilidade, o frágil equilíbrio em que repousa a nossa felicidade e o todo poderoso e tenebroso destino ao qual sempre nos abandonamos. Alias, este andamento acaba de tal forma que muitas vezes as pessoas acreditam que a sinfonia acabou.
O quarto movimento (Finale. Adagio lamentoso) em si menor retoma assim, novamente, o tom lúgubre do primeiro andamento. A vitória do tenebroso destino, quando se pesava a vitória. As partituras para a Orquestra são bastante originais, dado que a melodia é partilhada pelos primeiros e segundos violinos (efeitos aliás reproduzido noutros naipes).

## Instrumentação

### Madeiras
- 1 piccolo
- 3 flautas
- 2 oboés
- 2 clarinetes (em Lá)
- 2 fagotes

### Metais
- 4 trompas (em Fá)
- 2 trompetes (em Lá e em Si bemol)
- 3 trombones
- 1 tuba

### Percussão
- Tímpano
- Pratos
- Bumbo
- Tantã (ad lib)

### Cordas
- Violinos I
- Violinos II
- Violas
- Violoncelos
- Contrabaixos

## Duração
A sinfonia n.º 6 dura aproximadamente 45 minutos.

## Estreia e reação
O próprio Tchaikovski regeu a estreia de sua sexta e última sinfonia em São Petersburgo em 28 de outubro de 1893. Em carta de 30 de outubro do mesmo ano a A. P. Jurgenson, o compositor relata:
"Com esta Sinfonia os fatos aconteceram de forma inusitada. O público, na realidade, não desgostou da obra, mas quedou-se algo surpreso. Quanto a mim, estou satisfeitíssimo com ela, como jamais estive com outra obra minha. Entretanto, examinaremos o assunto pessoalmente, visto que deverei chegar a Moscou no próximo sábado".
Porém, o encontro jamais se realizou, pois Tchaikovski falecia uma semana mais tarde.